# Llista de papes sexualment actius
Aquesta és una llista de papes sexualment actius, sacerdots catòlics que no eren celibes abans que es convertissin en papes, i papes casats legalment. Alguns candidats van ser sexualment actius abans de la seva elecció com a papa, i altres van ser acusats de ser sexualment actius durant els seus papats. Aquestes relacions sovint es feien fora del vincle del matrimoni i cada acte sexual així comès és considerat un pecat mortal per l'Església Catòlica. El Segon Concili del Laterà (1139) va fer la promesa de mantenir el celibat com un prerequisit per a l'ordenació, abolir qualsevol sacerdot casat sancionat.
Hi ha diverses classificacions per a aquells que eren sexualment actius en algun moment de la seva vida. Els períodes entre parèntesis fan referència als anys dels seus papats.

## Antecedents
Durant molts anys de la història de l'Església, el celibat es considerà opcional. Basat en els costums dels temps, molts assumeixen que la majoria dels apòstols, com Pere, estaven casats i tenien famílies. El Nou Testament afirma clarament que almenys Pere s'havia casat, i que els bisbes, els preveres i els diaques de l'Església Primitiva sovint estaven casats. També es desprèn de l'epigrafia, el testimoniatge dels Pares de l'Església, la legislació sinodal, els decretals papals i altres fonts que en els segles següents un clergue casat, en major o menor nombre, era una característica normal de la vida de l'Església. El celibat no era obligatori per als ordenats, però encara era una disciplina practicada a l'Església primitiva, particularment per aquells de la vida monàstica.
Tot i que diversos concilis de l'Església local havien exigit el celibat del clergat en una àrea determinada, no va ser fins al Segon Concili del Laterà (1139) que tot el Ritu Llatí (occidental) de l'Església Catòlica va decidir acceptar persones només per ordenació després d'haver pres una promesa de celibat clerical.

## Papes que van estar casats
| Nom        | Imatge | Regnat      | Relació | Descendents            | Notes |
| ---------- | ------ | ----------- | --- | ---------------------- | --- |
| Simó Pere  |        | –           | La sogra és mencionada a diversos versets de l'Evangeli i que va ser guarida per Jesús a casa seva de Cafarnaüm. 1Co 9:5 pregunta si els altres tenen el dret d'estar acompanyats per esposes cristianes com ho fa "Cefas" (Pere). Climent d'Alexandria va escriure: «Quan el beneït Pere va veure que la seva pròpia esposa es va anar a morir, es va alegrar per la seva crida i la tornada a casa, i li va cridar molt encoratjadora i consoladora, dirigint-la per nom i dient:" Recordeu Senyor. Tal era el matrimoni dels beneits i la seva disposició perfecta cap als més estimats». | Sí                     | Llegendes posteriors, que dataven del segle vi], van suggerir que Pere tingués una filla, identificada com santa Peronella.Tanmateix, això és probablement un resultat de la similitud dels seus noms. |
| Fèlix III  |        | (483–492)   | Casat i vidu abans que fos elegit papa. | Sí                     | Elm mateix fill d'un sacerdot, va ser pare de dos fills, un dels quals va ser l'antecessor del Papa Gregori el Gran.                                                                                   |
| Hormisdes  |        | (514–523)   | Casat i vidu abans de prendre els ordes sagrats | Sí                     | Pare del Papa Silveri. |
| Adrià II   |        | (867–872)   | Casat amb Stephania abans que prengués els ordes sagrats, encara vivia quan va ser triat Papa i va residir amb ell al Palau de Laterà | Sí (una filla)         | La seva esposa i filla van residir amb ell fins que van ser assassinats. |
| Joan XVII  |        | (1003)      | Casat abans de la seva elecció com a papa | Sí (tres fills)        | Tots els seus fills es van convertir en sacerdots. |
| Climent IV |        | (1265–1268) | Casat abans de prendre els ordes sagrats | Sí (dues filles)       | Totes dues nenes van ingressar a un convent |
| Honori IV  |        | (1285–1287) | Casat abans que prengués els Ordes Sagrats, vidu abans d'entrar al clergat | Sí (almenys dos fills) | |

## Papes que van tenir fills il·legítims abans de rebre els ordes sagrats
| Nom            | Imatge | Regnat      | Relació                                                                        | Descendents      | Notes |
| -------------- | ------ | ----------- | ------------------------------------------------------------------------------ | ---------------- | --- |
| Pius II        |        | (1458–1464) | No casats                                                                      | Sí (almenys dos) | Dos fills, tots dos nascuts abans d'entrar oficialment al clergat. Va ser pare d'un primer fill quan estava a Escòcia, però que va morir en la seva infància. El segon fill mentre estava a Estrasburg amb una dona bretona anomenada "Elizabeth". No obstant això, el bebè va morir 14 mesos més tard. Retardà l'ingrés al clergat a causa de l'exigència de la castedat. |
| Innocenci VIII |        | (1484–1492) | No casats                                                                      | Sí (dos)         | Tots dos nascuts abans d'entrar al clergat. El nepotisme el va descriure com «meravellós com va ser desvergonyint.» Casà el fill gran Franceschetto Cybo amb la filla de Lorenzo de Medici, que a canvi va obtenir el capell pel seu fill Giovanni, de només 13 anys, qui esdevindria el Papa Lleó X. La seva filla Teodorina Cybo es va casar amb Gerardo Usodimare.      |
| Climent VII    |        | (1523–1534) | No casat. Relació amb una noia esclava, possiblement Simonetta da Collevecchio | Sí (un)          | Identificat com Alexandre de Mèdici, duc de Florència. |

## Conegut o sospitós de tenir fills il·legítims després de rebre els ordes sagrats

### Relacions heterosexuals
| Nom          | Imatge | Regnat      | Relació                                | Descendents                 | Notes |
| ------------ | ------ | ----------- | -------------------------------------- | --------------------------- | --- |
| Pau III      |        | (1534–1549) | No casat. Silvia Ruffini com a amant   | Sí (tres fills i una filla) | No es va ordenar per tal de seguir mantenint un estil de vida promiscu, amb quatre fills il·legítims (tres fills i una filla) de Silvia Ruffini després del seu nomenament com a cardenal diaca de Santi Cosimo i Damiano. Va trencar les seves relacions amb ella vers el 1513. Va fer del seu fill il·legítim, Pere Lluís Farnese, el primer duc de Parma |
| Gregori XIII |        | (1572–1585) | No casat. Afers amb Maddalena Fulchini | Sí                          | Va rebre la tonsura eclesiàstica a Bolonya al juny de 1539, però posteriorment va tenir una aventura que va donar lloc al naixement de Giacomo Boncompagni en 1548. Giacomo va romandre il·legítim però Gregori més tard el va nomenar Gonfanoner de l'Església, governador del castell de Sant'Angelo, així com governador de Fermo                        |
| Lleó XII     |        | (1823–1829) | No casats                              | Suposadament (tres)         | Quan era un jove prelat era sospitós d'haver tingut un enllaç amb l'esposa d'un soldat de la Guàrdia Suïssa i com a nunci a Alemanya suposadament havia ser pare de tres fills il·legítims. |

### Relacions bisexuals
| Nom     | Imatge | Regnat      | Relació  | Descendents      | Notes |
| ------- | ------ | ----------- | -------- | ---------------- | --- |
| Juli II |        | (1503–1513) | No casat | Sí (tres filles) | Tres filles il·legítimes, una de les quals va ser Felice della Rovere (nascuda el 1483, vint anys abans de la seva elecció com a papa, però dotze anys després de la sevza entronització com a bisbe de Lausana). El cismàtic Conciliabulum de Pisa, que buscava deposar-lo el 1511, també el va acusar de ser un "sodomita". |

## Papes presumptament actius sexualment durant el pontificat

### Relacions heterosexuals
| Nom          | Imatge | Regnat      | Relació                                                       | Descendents                        | Notes |
| ------------ | ------ | ----------- | ------------------------------------------------------------- | ---------------------------------- | --- |
| Sergi III    |        | (904–911)   | No casat                                                      | Sí (almenys un)                    | Acusat pels opositors de ser el pare il·legítim del papa Joan XI i de Mariozza. Aquestes acusacions es troben a l'Antapodosis de Liutprand de Cremona, així com al Liber Pontificalis. Les acusacions són disputades per una altra font primerenca, l'annalista Flodoard (c. 894-966): Joan XI era germà d'Alberic II, aquest últim és el fill de Mariozza i el seu marit Alberic I, així que també podria haver estat el fill de Mariozza i Alberic I. Fauvarque destaca que les fonts contemporànies són dubtoses, i Liutprand és "propens a l'exageració", mentre que altres mencions d'aquesta paternitat apareixen en sàtires escrites per simpatitzants del papa Formós. |
| Joan X       |        | (914–928)   | No casat. Afers amb Teodora i Marozia.                        | No                                 | Va tenir relacions amb Teodora i la seva filla Mariozza, segons Liutprand de Cremona en la seva Antapodosis. |
| Joan XII     |        | (955–963)   | No casat.                                                     | No                                 | Acusat pels seus enemics d'adulteri i incest. Benet de Soracte va assenyalar que tenia "una col·lecció de dones". Segons Liutprand de Cremona, «van testificar sobre el seu adulteri, que no veien amb els seus propis ulls, però no obstant això sabien amb certesa: havia fornicat amb la vídua de Rainier, amb Stephana la concubina del seu pare, amb la vídua Anna i amb la seva pròpia neboda, i va convertir el palau sagrat en una casa de cites». Segons Chamberlin, Joan era «un Calígula cristià, els delictes del qual eren particularment horrorosos pel càrrec que tenia». Algunes fonts informen que va morir 8 dies després d'haver estat atacat per la paràlisi mentre estava en acte d'adulteri; uns altres diuen que van ser assassinats tots dos pel marit gelós durant l'acte de cometre l'adulteri. |
| Alexandre VI |        | (1492–1503) | No casat. Relacions amb Vanozza dei Catanei i Giulia Farnese. | Sí (almenys set, possiblement deu) | Va tenir una llarga relació amb Vannozza Cattanei encara que era sacerdot, però abans que es convertís en papa; i va ser amb ella amb qui va tenir els seus fills il·legítims Cèsar, Joan, Jofré i Lucrècia. Una amant posterior, Giulia Farnese, era la germana d'Alessandro Farnese i va donar a llum una filla (Laura) mentre Alexandre ja tenia 60 anys i regnava com a papa. Alexandre va tenir almenys set fills il·legítims, i possiblement fins a deu, i va fer molt per promoure els interessos de la seva família, utilitzant els fills per construir aliances amb diverses dinasties importants. Va nomenar Joan Capità General de l'Església i va fer de Cèsar un cardenal de l'Església, creant també ducats independents per a cadascun d'ells fora de les terres papals.                                   |

### Relacions homosexuals
| Nom      | Imatge | Regnat      | Relació                                                                     | Descendents | Notes |
| -------- | ------ | ----------- | --------------------------------------------------------------------------- | ----------- | --- |
| Pau II   |        | (1464–1471) | No casats. Suposat afer amb un patge.                                       | No          | Tot i que la versió oficial és que va morir d'indigestió derivada de menjar meló, els detractors van insistir que va morir mentre es dedicava a la sodomia amb un patge. |
| Sixt IV  |        | (1471–1484) | No casats                                                                   | No          | Segons Stefano Infessura, Sixt era un "amant dels nois i sodomita": concedí beneficis i bisbats a canvi de favors sexuals, i nomenà alguns homes joves com a cardenals, alguns dels quals es van celebrar per la seva bona imatge. No obstant això, Infessura tenia aliances partidistes per a la família Colonna i, per tant, no se'l considera sempre fiable o imparcial. |
| Lleó X   |        | (1513–1521) | No casats                                                                   | No          | Acusat, després de la seva mort, d'homosexualitat (per Francesco Guicciardini i Paolo Giovio). S'ha suggerit que havia tingut motius amagats per oferir preferència a Marcantonio Flaminio. |
| Juli III |        | (1550–1555) | No casats. S'afirmà que tingué una relació amb Innocenzo Ciocchi del Monte. | No          | Acusat d'haver tingut una llarga relació amorosa amb Innocenzo Ciocchi del Monte, que va ser causa d'escàndol públic. L'ambaixador venecià en aquell moment va informar que Innocenzo compartia el llit del papa. |

### Relacions bisexuals
| Nom      | Imatge | Regnat                                                     | Relació   | Descendents | Notes |
| -------- | ------ | ---------------------------------------------------------- | --------- | ----------- | --- |
| Benet IX |        | (1032-1044, de nou el 1045 i finalment entre 1047 i 1048). | No casats | No          | Acusat pel bisbe Benno de Piacenza de «molts vils adulteris». El Papa Víctor III es va referir en el seu tercer llibre de Diàlegs a «les seves violacions... i altres actes indescriptibles». La seva vida va motivar Peter Damian a escriure un tractat contra el sexe il·lícit en general, i l'homosexualitat en particular. En el seu Liber Gomorrhianus, Damian va acusar Benet IX de sodomia i bestialitat rutinària i de patrocinar orgies. El maig del 1045, Benet IX va renunciar al seu càrrec per casar-se. |